# 아나디리강

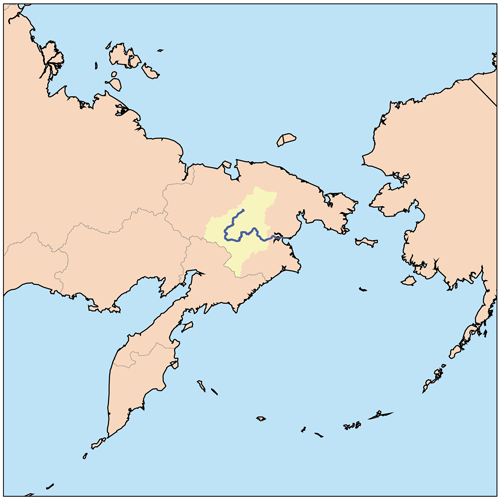

아나디리강(Anadyr, 러시아어: Ана́дырь, 유카기르어: Онандырь, 축치어: Йъаайваам)은 러시아 축치 자치구의 강으로, 베링해의 아나디리만으로 흘러 들어간다. 그 유역은 축치 자치구 아나디르스키군과 대략 동등하다.

## 같이 보기
- 아나디리
- 아나디리 작전